# 安德森溪蟹
安德森溪蟹（学名：Indochinamon andersonianum）為溪蟹科的淡水蟹，舊屬溪蟹属，今屬印支溪蟹屬。

## 分佈
分布于缅甸、泰国以及中国大陆的云南等地，常生活于海拔约2000米的高山溪流石下。该物种的模式产地在云南西部。

## 外部連結
- 維基物種上的相關：安德森溪蟹